# Divanlı
Divanlı è un comune dell'Azerbaigian situato nel distretto di Bərdə. Conta una popolazione di 605 abitanti.